# サンタ・マルゲリータ・ディ・スタッフォラ
サンタ・マルゲリータ・ディ・スタッフォラ（伊: Santa Margherita di Staffora）は、イタリア共和国ロンバルディア州パヴィーア県にある、人口約500人の基礎自治体（コムーネ）。

## 地理

### 位置・広がり

#### 隣接コムーネ
隣接するコムーネは以下の通り。括弧内のPCはピアチェンツァ県、ALはアレッサンドリア県所属を示す。
- ボッビオ (PC)
- ブラッロ・ディ・プレゴーラ
- ファッブリカ・クローネ (AL)
- メンコーニコ
- ヴァルツィ
- ツェルバ (PC)

### 気候分類・地震分類
気候分類では、zona F, 3138 GGに分類される。
また、イタリアの地震リスク階級 (it) では、zona 3 (sismicità bassa) に分類される
。

## 行政

### 分離集落
サンタ・マルゲリータ・ディ・スタッフォラには、以下の分離集落（フラツィオーネ）がある。
- Bersanino,Casale Staffora, Casanova di Destra, Casanova di Sinistra, Cegni, Cignolo, Fego, Massinigo, Negruzzo, Pianostano, Pian del Poggio, Pian dell'Armà, Sala, Vendemiassi